# Carlanca

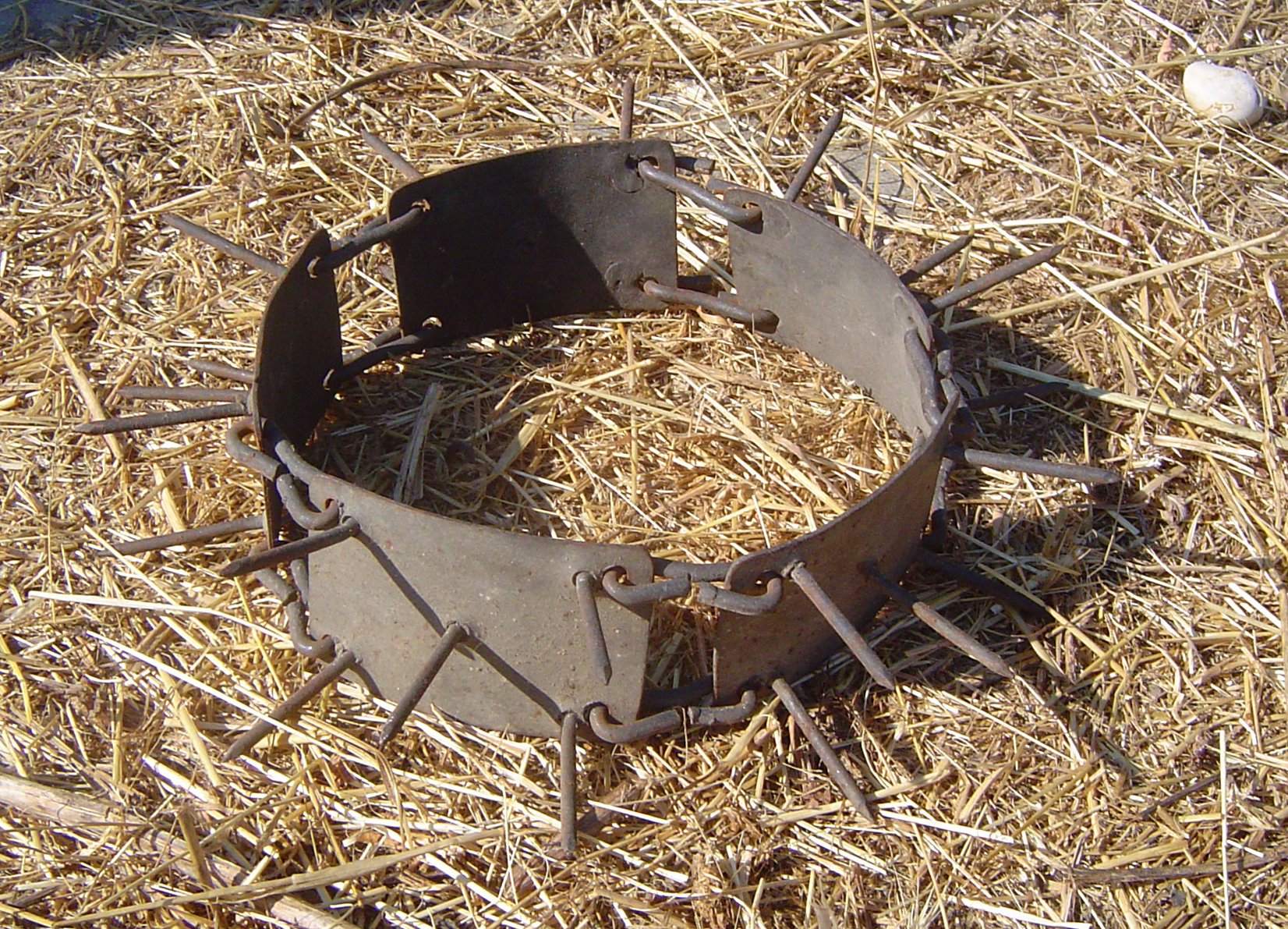
Carlanca

Una carlanca o carranca es un collar con pinchos que se coloca a los perros para protegerlos de los depredadores. 
Las carlancas son protecciones rígidas que se colocan a los mastines alrededor del cuello y que disponen de agujas punzantes para evitar los mordiscos de lobos. Las carlancas son utensilios propios de perros destinados a la guarda del ganado. Están fabricadas de hierro u otros metales. 

## Tipos

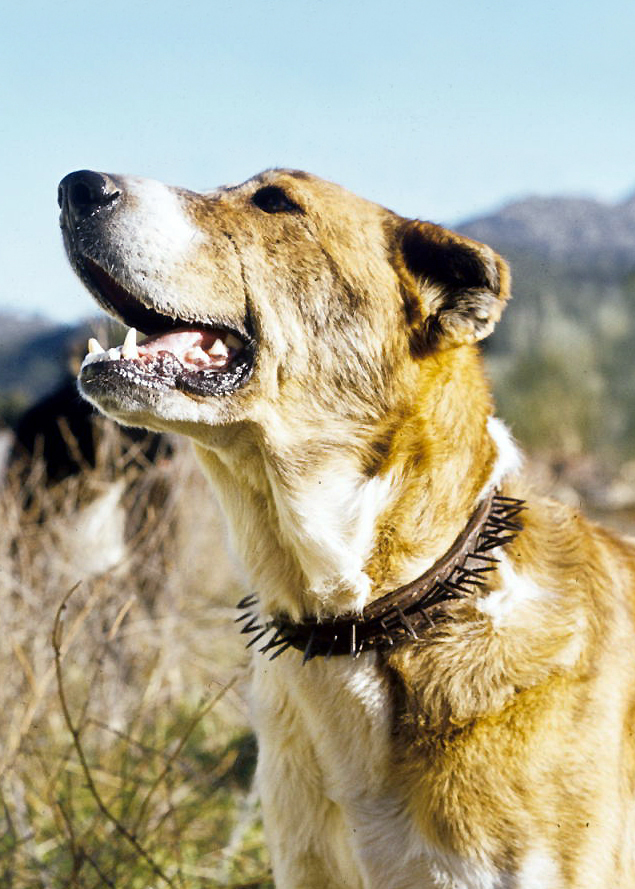
Perro con carlanca

Existen carlancas de diversas formas: de una sola tira, de varias piezas articuladas, etc. Una variación de las mismas la constituyen los collares de cuero con pinchos.

## Etimología
El nombre de "carlanca" deriva de carlanco (antigua forma en que se llamaba a los lobos).[cita requerida] Vendría a ser una "lobera", o protección contra los lobos u otros cánidos altamente peligrosos. Otros afirman que deriva de un término del latín tardío, carcannum, "collar".

## Historia
Se observa la presencia de carlancas desde la más remota antigüedad, habiéndose utilizado con los perros de guerra asirios de Asurbanipal. Su uso fue conocido en multitud de culturas indoeuropeas.